# Ефрон Аріадна Сергіївна
Аріадна Сергіївна Ефрон (18 вересня 1912, Москва — 26 липня 1975, Таруса) — перекладачка прози та поезії, мемуарист, художниця, мистецтвознавець, поетеса; дочка Сергія Ефрона та Марини Цвєтаєвої.

## Біографія
Батьки та родичі називали Аріадну Алею; їй присвячено багато віршів Марини Цвєтаєвої, сама Аріадна почала творити з раннього дитинства, вела щоденники. В 1922 році разом з матір'ю виїхала за кордон. З 1922 до 1925 року живе в Чехословаччині, з 1925 до 1937 року — у Франції, звідки сім'я 18 березня повернулась до СРСР.
В Парижі закінчила училище прикладного мистецтва «Arts et Publicité» та Школу Лувра.
Співпрацювала з французькими журналами «Russie d'Aujourd'hui», «France — URSS», «Pour-Vous», а також «Наш Союз». Займалася перекладом на французьку мову Маяковського та інших радянських поетів.
Після повернення до СРСР працювала в редакції радянського журналу «Revue de Moscou» (на французькій мові); писала статті, репортажі, створювала ілюстрації, займалася перекладом.
27 серпня 1939 року була арештована органами НКВС та засуджена за статтею 58-6 (шпіонаж) Особливою нарадою до 8 років виправно-трудових таборів; її піддавали тортурам і вона була змушена дати свідчення проти свого батька. Про смерть батьків в 1941 році (мати вчинила самогубство, батько був розстріляний) дізналася не одразу.
Весною 1943 року Аріадна Ефрон відмовилася співпрацювати з опервідділом табору і її перевели до лісоповалу в штрафний пункт Сєвжелдорлагу. Актрисі табірного театру Тамарі Сланській вдалося попросити у когось конверт та написати лист цивільному чоловікові Аріадни, Гуревичу: «Якщо ви хочете зберегти Алю, постарайтесь звільнити її з Півночі». За свідченнями Сланської йому швидко вдалося перевести Аріадну до Мордовії, а потім Потьми.
Після звільнення 1948 року, не маючи змоги повернутися до Москви, оселилася в Рязані, де влаштувалася працювати в тамтешньому художньому училищі.
На початку 1949 року потрапила до числа повторників. Причиною став факт першого покарання за політичною статтею.
Засуджена до довічного заслання на поселення в Туруханський район Красноярського краю. Там працювала художником-оформником місцевої районної будівлі культури. Залишила колекцію акварельних замальовок про життя на засланні, частину яких була вперше опублікована 1989 року.
В 1955 році була реабілітована. Повернулась до Москви. Член Спілки письменників СРСР з 1962 року.
Померла 1975 року від інфаркту. Похоронена в місті Таруса.